# لدهیکی
لدهیکی (به انگلیسی: Ladheke) یک روستا در پاکستان است که در ناحیه لاهور واقع شده‌است. لدهیکی ۲۰۰ متر بالاتر از سطح دریا واقع شده‌است.